# 何怡贞
何怡贞（1910年11月14日—2008年7月31日），山西灵石人，中国物理学家。其夫为葛庭燧。

## 生平
毕业于南京金陵女子文理学院，后考入美国蒙脱霍育克大学化学系，获理学硕士，后入密执安大学研究生院获哲学博士学位。回国后，任教于燕京大学、东吴大学，后任中国科学院金属研究所研究员、教授，从事光谱学、物质结构、固体缺陷、非晶态物理等研究。
著有《试样的显微结构对钢的光谱化学分析的影响》、《硅单晶上压痕周围位错的运动》、《金属玻璃3Pd20Si20的品比》。